# 早田氏菝葜
早田氏菝葜（学名：Smilax hayatae），又名菱葉菝葜，为菝葜科菝葜属下的一个种。

## 扩展阅读
- 維基物種上的相關：早田氏菝葜